# Runic
Runic är ett spanskt pagan-folk metal/death metal-band startat år 2000 i Castellón de la Plana. 

## Medlemmar
Senaste medlemmar
- Juan Gil – gitarr, sång
- Iban "Pirri" – gitarr
- David Mira – basgitarr
- Eneas – keyboard
- Rivas – trummor

Tidigare medlemmar
- Fran – säckpipa
- Alex – basgitarr
- Jose Luis Gil Hidalgo	– gitarr
- Vicente Gil – gitarr

## Diskografi
Studioalbum
- Liar Flags (2006)

EP
- Awaiting the Sound of the Unavoidable (2001)